# Землетрус на Масбате (2020)
Землетрус силою 6,6 Mw стався на острівній провінції Масбате на Філіппінах 18 серпня 2020 року, в результаті чого щонайменше 2 людини загинули і 170 отримали поранення.

## Землетрус
Філіппінський інститут вулканології і сейсмології (PHIVOLCS) спочатку повідомив про землетрус магнітудою 6,5, що стався о 8:03 ранку місцевого часу в місті Катайнган, штат Масбате. Пізніше звіт був змінений з урахуванням магнітуди 6,6 бала.
Землетрус відчувався також в декількох частинах Лусона та на частинах Вісайських островів.
Розлом, через який виник землетрус, розташований на сегменті Масбате Філіппінської системи розломів.

## Пошкодження
Унаслідок землетрусу в Катайнгане і Масбате обрушилися кілька будинків і будівель, в тому числі триповерхова будівля, старий і новий суспільний ринок, поліцейський відділок і док-станція порту Катайнгана. За даними Управління цивільної оборони регіону Бікол, кілька доріг і будівель в Масбате також були пошкоджені. Лінії електропередач також були завалені в провінції, що призвело до незапланованого відключення електроенергії.

## Жертви
Щонайменше 170 людей було поранено, а 2 людини померли; Один поліцейський у відставці помер, коли його будинок в Катайнгані обрушився, і в одного стався серцевий напад.

## Рекомендації
1. ↑  Magnitude 6.6 quake rattles central Philippines. Philippine Daily Inquirer. 18 серпня 2020. Архів оригіналу за 22 серпня 2020. Процитовано 16 лютого 2021.
2. 1 2  One dead, one injured as magnitude 6.6 quake rocks Masbate town. CNN Philippines. 18 серпня 2020. Архів оригіналу за 18 серпня 2020. Процитовано 16 лютого 2021.
3. 1 2  6.6-magnitude earthquake injures 36 in Masbate. Philippine Daily Inquirer. 18 серпня 2020. Архів оригіналу за 25 вересня 2020. Процитовано 16 лютого 2021.
4. 1 2  Masbate quake death toll rises to 2, hundreds injured as aftershocks rock Cataingan town. CNN Philippines. 19 серпня 2020. Архів оригіналу за 16 грудня 2020. Процитовано 16 лютого 2021.
5. 1 2  Magnitude 6.5 quake in Masbate caused by movement of PH fault zone. Philippine Daily Inquirer. 18 серпня 2020. Архів оригіналу за 23 серпня 2020. Процитовано 16 лютого 2021.
6. ↑  Magnitude 6.6 rocks masbate. The Philippine Star. 18 серпня 2020. Архів оригіналу за 19 серпня 2020. Процитовано 16 лютого 2021.
7. ↑  Retired police dead after being buried under collapsed home in Masbate 6.6 quake. Philippine Daily Inquirer. 18 серпня 2020. Архів оригіналу за 24 листопада 2020. Процитовано 16 лютого 2021.
8. ↑  IN PHOTOS: Aftermath of magnitude 6.6 earthquake in Masbate. Rappler. 18 серпня 2020. Архів оригіналу за 21 листопада 2020. Процитовано 16 лютого 2021.

## Зовнішнє посилання
- The International Seismological Centre has a bibliography and / or authoritative data for this event.